# Loránd Ferenc
Loránd Ferenc (1930. augusztus 12. – 2015. július 5.) pedagógus, pedagógiai kutató.

## Élete
A fiatal egyetemistát az ifjúsági mozgalom ragadta magához[pontosabban?] a háború után. Az Ifjúsági Könyvkiadónál, majd az Úttörővezetőnél volt szerkesztő. 
A szakma a hatvanas évek közepén figyelt fel rá, amikor az erzsébetvárosi Kertész utcában fontos innovációt kezdeményezett, a Dolgozók Általános Iskolája ifjúsági tagozatából próbált Makarenko tanításai nyomán közösséget fejleszteni, önkormányzatot szervezni. (Mihályffy Sándor a Balázs Béla Stúdió tagjaként Kertész utcaiak címmel fontos dokumentumfilmet forgatott e munkáról. Az iskola története könyvben is ismertté vált.)
Ezt követően a „szocialista nevelőiskola" elméleti kidolgozásán fáradozott különböző tudományszervezői posztokon. Közben a Róbert Károly körúti Nevelőotthonban a társadalmi viszonyok változása következtében már nem sikerült vezetésével az adaptáció. 
Az OPI-ba, majd az Országos Közoktatási Intézetbe kerül. A nyugatnémet szociáldemokrácia programját, a Gesamtschulét megismerve, a magyar „komprehenzív iskola" megteremtésére vállalkozott, konkrét iskolafejlesztések támogatásával, tantervkidolgozással, tankönyvcsomagok készítésével. Az Iskolai Esélyegyenlőségért Egyesület megalapítása fűződik nevéhez. 
A rendszerváltás idején alapító tagja és társelnöke a Gyermekérdekek Magyarországi Fórumának. 1992–1998 közöttt részt vett a Miskolci Egyetem bölcsészkarának és neveléstudományi tanszékének megalapításában. 
A 90-es években az Országos Köznevelési Tanács (OKNT) elnökének választotta, e tisztségről 2011-ben az új ún. köznevelési törvény elfogadása elleni tiltakozásként mondott le.

## Fő művei
- Kertész utcaiak: Iskolám története (Budapest, Magvető, 1976)
- A törvény a tiszta beszéd (Budapest, Kozmosz, 1980)
- Értékek és generációk (Budapest, OKKER, 2002)
- A komprehenzív iskoláról. Írások, előadások (Budapest, Educatio, 2010)

Megjelent műveinek teljes bibliográfiája is.